# Unión de Centro Centro
De Unión de Centro Centro (Nederlands: Unie van het Centristische Centrum, UCC) – van 1994 tot 1998 Unión de Centro Centro Progresista (Nederlands: Unie van het Progressieve Centristische Centrum, UCCP) – was een kleine centrumgerichte politieke partij in Chili die van 1990 tot 2002 bestond.
De partij werd opgericht door zakenman Francisco Javier Errázuriz Talavera (1942-2024) die in 1989 als onafhankelijke kandidaat meedeed aan de eerste democratische presidentsverkiezingen in Chili sinds 1970. De charismatische Errázuriz verkreeg ruim 15% van de stemmen en eindigde als derde. Hij wist vooral stemmen weg te halen bij de kandidaat van centrumrechts, Hernán Buchi, die als tweede eindigde. In 1994 werd Errázuriz voor de UCC in de Senaat gekozen. Alejandro García-Huidobro werd voor de partij in de Kamer van Afgevaardigden gekozen. In 1998 werd de fractie versterkt door María Victoria Ovalle, de vrouw van Errázuriz.
In 1994 fuseerde de UCC met de conservatieve Partido Nacional (Nationale Partij) tot de Unión de Centro Centro Progresista (Unie van het Progressieve Centristische Centrum). In 1998 volgde een fusie met de Unión de Centro Liberal (Unie van Centrum-Liberalen) en werd de oude partijnaam UCC hernomen. Bij de presidentsverkiezingen van 1999 schoof de partij Arturo Frei Bolívar naar voren als presidentskandidaat, de neef van president Eduardo Frei Ruiz-Tagle (1994-2000). Hij kreeg maar 0,38% van de stemmen.
Errázuriz, de voornaamste politicus van de partij en senator, geraakte tijdens zijn termijn in de Senaat verwikkeld in diverse rechtszaken. Hij verloor in 1999 zijn parlementaire immuniteit en kondigde in 2000 zijn vertrek uit de politiek aan. Zonder haar leider leidde de partij een kwijnend bestaan en op 3 mei 2002 werd de UCC opgeheven. Een aantal van haar leden sloot zich aan bij de Unión Demócrata Independiente (Onafhankelijke Democratische Unie), Renovación Nacional (Nationale Hernieuwing) en de Partido Demócrata Cristiano (Christendemocratische Partij van Chili).

## Verkiezingsresultaten
| Verkiezingsjaar | Aantal afgevaardigden (totaal aantal afgevaardigden) | %    | Aantal senatoren (totaal aantal senatoren) | %    |
| --------------- | ---------------------------------------------------- | ---- | ------------------------------------------ | ---- |
| 1993            | 2 (120)                                              | 3,21 | 1 (38)                                     | 2,48 |
| 1997            | 2 (120)                                              | 1,19 | 1 (38)                                     | 0,43 |